# François Essame
François Essame est un député maire du Dja et Lobo et de Sangmelima au sud du Cameroun.

## Biographie

### Enfance, éducation et débuts
François Essame est originaire du Dja-et-Lobo.

### Carrière
François Essame est député-maire de Sangmélima et opérateur économique,. Il est membre du parti rassemblement démocratique du peuple camerounais (RDPC). Durant son mandat, Monsieur propre fait de "Sangmelima la belle" la ville la plus propre du Cameroun,. Il est promoteur d'un hôtel et de l'agence de voyages Buca Voyages de Mvan à Yaoundé. Il réclame sans succès la construction de la route Sangmelima - Ebolowa - Kribi.
François Essame meurt le 7 Juillet 2015 à l'hôpital de la Caisse nationale de prévoyance sociale (CNPS).